# 白云东平站
白云东平站是广州地铁14号线的一个车站，位于中國廣東省廣州市白云区白云大道北东凤东路口，东平村东侧的地底。车站于2018年12月28日随14號線一期通车而启用。

## 车站結構

### 車站樓層
本站共有兩層。地面為白雲大道北、東鳳東路，東平村及沿街商鋪和村鎮住宅等。地下一層為站廳，地下二層為14號線月台。
| 地下一层 | 站廳                       | 售票机、客服中心、商店、警务室、安检设施    |  |  |
| 地下二层 |                            | █14号线 越行路軌                            |  |  |
|          | 2 站台                     | █14号线 嘉禾望岗方向（下站：嘉禾望岗）      |  |  |
|          | 岛式站台（卫生间、母婴室） |                                             |  |  |
|          | 1 站台                     | █14号线 东风方向（下站：夏良 / 快車：新和） |  |  |
|          |                            | █14号线 越行路軌                            |  |  |

### 站厅

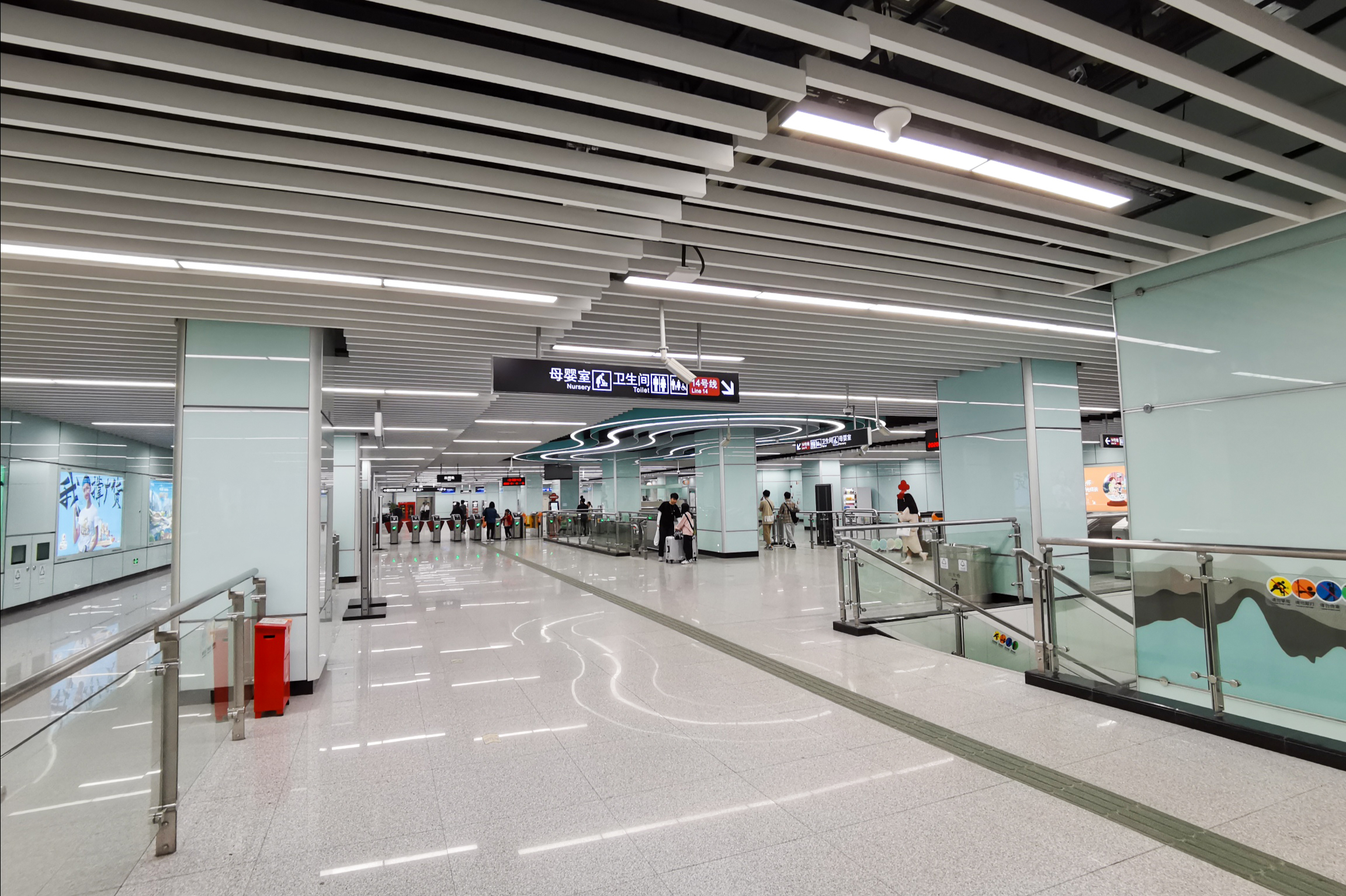
站厅

白云东平站站厅設有售票機、自动售卡/充值机、客務中心；同时设有自动售卖机、便利店以及面包糕饼店。
为方便行人进出，目前站厅中间偏东侧被划分为收费区，收费区内设有三条扶手电梯、两条楼梯和一台专用电梯供乘客前往月台层。

### 月台
本站设有一个岛式月台，位于白云大道北地底。本站的卫生间和母婴室均设于站台南侧。
本站作為14號線的快慢車越行站，因此設有四條路軌，內側兩條路軌供普通車停靠，可供乘客上下車；外側兩條路軌則專供快車使用，在本站越過普通車，沒有設置任何上下車設施。同時內側和外側路軌之間以牆壁分隔，乘客在月台上並不會看見快車越過本站的情景（除月台兩端以外）。由于14號線首期開通初期列車班次尚未加密，因此快車均會經內側車站月台的路軌越行過站，直到2021年6月12日快车开始停靠本站，令外侧路轨只会在特殊情况下才会使用。

1号站台全景图

### 出入口
白雲東平站共设有3个出入口供乘客进出。A出入口因施工自2022年9月24日起封闭。
|                                           |                         |      |          | |
| 编号                                      | 设施                    | 照片 | 出口指示 | 建议前往的目的地 |
| A                                         |                         |      |          | （暂停使用） |
| B                                         | 盲道标志 · 扶手电梯标志 |      | 广從一路 | 广东实验中学白云校区、广州地铁地产云庐、广州市珠江高级中学、东谷云锦 公交：东平村钟屋路口站（北行）、地铁白云东平站（北行） |
| E                                         | 盲道标志 · 扶手电梯标志 |      | 广從一路 | 广州白云区珠江实验学校 公交：东平村钟屋路口站（南行）                                                                       |
| F                                         | 扶手电梯标志            |      | 广從一路 | 東平大道、广东实验中学白云校区、东谷中心 公交：地鐵白雲東平站（南行）                                                       |
| 註： 設有 \| 設有 \| 設有 \| 設有扶手電梯 |                         |      |          | |

## 接驳交通
| 公交（地铁钟落潭站） \| 编号 \| 编号 \| 线路 \| 线路 \| 线路 \| 收费 \| 备注 \| \| ---- \| ---- \| ---------------------- \| ---- \| -------------------------- \| ---- \| ---------------------------- \| \| \| 76A \| 农讲所 \| ⇆ \| 龙归永兴村 \| 3元 \| \| \| \| 529 \| 地铁飞翔公园站 \| ⇆ \| 太和 \| 2元 \| \| \| \| 563 \| 石井（庆丰纺织服装城） \| ⇆ \| 太和（民营科技园） \| 3元 \| \| \| \| 656 \| 龙归城（地铁夏良站） \| ⇆ \| 地铁嘉禾望岗站（市八医院） \| 2元 \| \| \| \| 799 \| 太和 \| ⇆ \| 地铁嘉禾望岗站（市八医院） \| 2元 \| \| \| \| 833 \| 广卫路 \| ⇆ \| 太和 \| 3元 \| \| \| \| 926 \| 永兴庄 \| ⇆ \| 嘉禾望岗 \| 2元 \| 经地铁白云东平站、新科工业区 \| \| \| 884 \| 天健创意园 \| ↺ \| 天河客運站 \| 2元 \| \| \| \| 夜76 \| 罗冲围（松南路） \| ⇆ \| 太和（民营科技园） \| 4元 \| 563路附属线路 \| |      |                        |      |                            |      |                              |
| 编号 | 编号 | 线路                   | 线路 | 线路                       | 收费 | 备注                         |
| | 76A  | 农讲所                 | ⇆    | 龙归永兴村                 | 3元  |                              |
| | 529  | 地铁飞翔公园站         | ⇆    | 太和                       | 2元  |                              |
| | 563  | 石井（庆丰纺织服装城） | ⇆    | 太和（民营科技园）         | 3元  |                              |
| | 656  | 龙归城（地铁夏良站）   | ⇆    | 地铁嘉禾望岗站（市八医院） | 2元  |                              |
| | 799  | 太和                   | ⇆    | 地铁嘉禾望岗站（市八医院） | 2元  |                              |
| | 833  | 广卫路                 | ⇆    | 太和                       | 3元  |                              |
| | 926  | 永兴庄                 | ⇆    | 嘉禾望岗                   | 2元  | 经地铁白云东平站、新科工业区 |
| | 884  | 天健创意园             | ↺    | 天河客運站                 | 2元  |                              |
| | 夜76 | 罗冲围（松南路）       | ⇆    | 太和（民营科技园）         | 4元  | 563路附属线路                |

## 历史

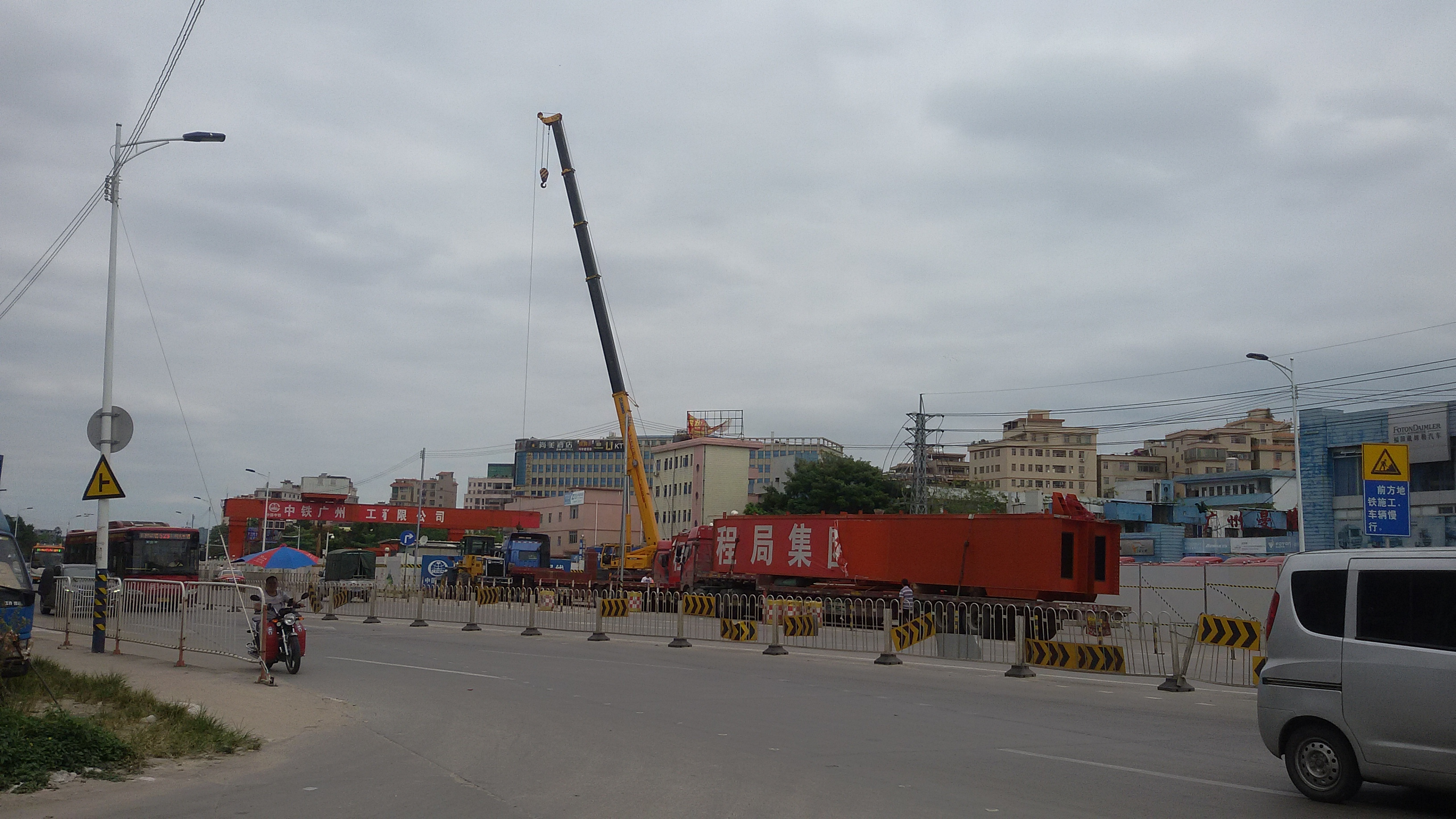
14号线工地（2017年10月）

本站于2015年10月23日开工，2016年12月实现主体结构封顶。
本站在规划及工程期间称为东平站，虽然站名准确，但是由于广佛地铁二期已有车站被命名為东平，为免引起混乱，車站在正式命名时增加“白云”的區劃名稱前缀以示区分。
2018年9月26日，包括本站在内，14号线嘉禾望岗至马沥段举行“三权移交”，随即展开运营调试，随后于同年12月28日下午2时，本站随14號線一期通车而启用。
2021年6月12日起，14号线快车增停本站。
2022年年末疫情期间，本站曾受防控措施影响，于2022年11月21日至27日暂停服务。

## 未來發展

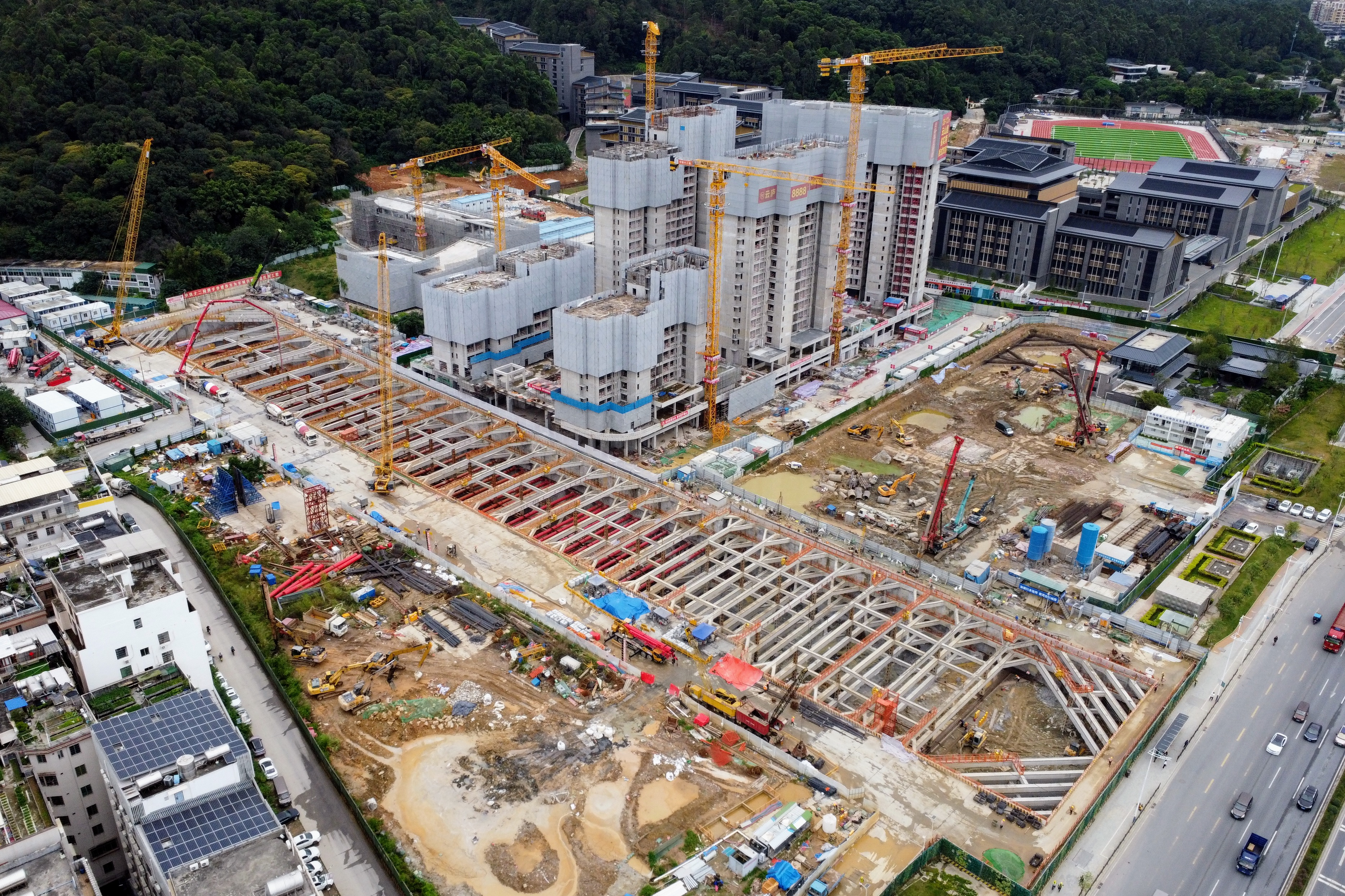
18号线车站及其TOD物业工地（2023年11月）

18号线北延段（广花城际）及佛山地铁6号线将在白云大道北东平大道路口东北方设白雲東平站，与14号线交汇。其中佛山地铁6号线目前规划以本站为终点站。14號線车站并未对两线作出任何预留，但未来三线车站站厅将会融为一体，可供乘客进行換乘。18號線车站为地下三层岛式车站，並設有越行線，总长443.8m；而佛山6号线站台将位于14号线东侧并与之平行，位于地下两层。18号线车站建设时将同步建设与佛山6号线的换乘节点。
18号线车站已于2022年7月进入主体结构施工阶段。同时因施工需要，本站A口自2022年9月24日起临时封闭。2025年1月，车站主体结构封顶。
18号线車站樓層
| 地下一层 | 站廳     | 售票机、客服中心、商店、警务室、安检设施 |  |  |
| 地下二层 | 设备区   | 车站设备                                 |  |  |
| 地下三层 |          | █18号线 越行路軌                         |  |  |
|          | 3 站台   | █18号线 花城街方向（下站：白云城市中心） |  |  |
|          | 岛式站台 |                                          |  |  |
|          | 4 站台   | █18号线 兴中方向（下站：京溪路）         |  |  |
|          |          | █18号线 越行路軌                         |  |  |